# Kristianstads Triathlon Klubb

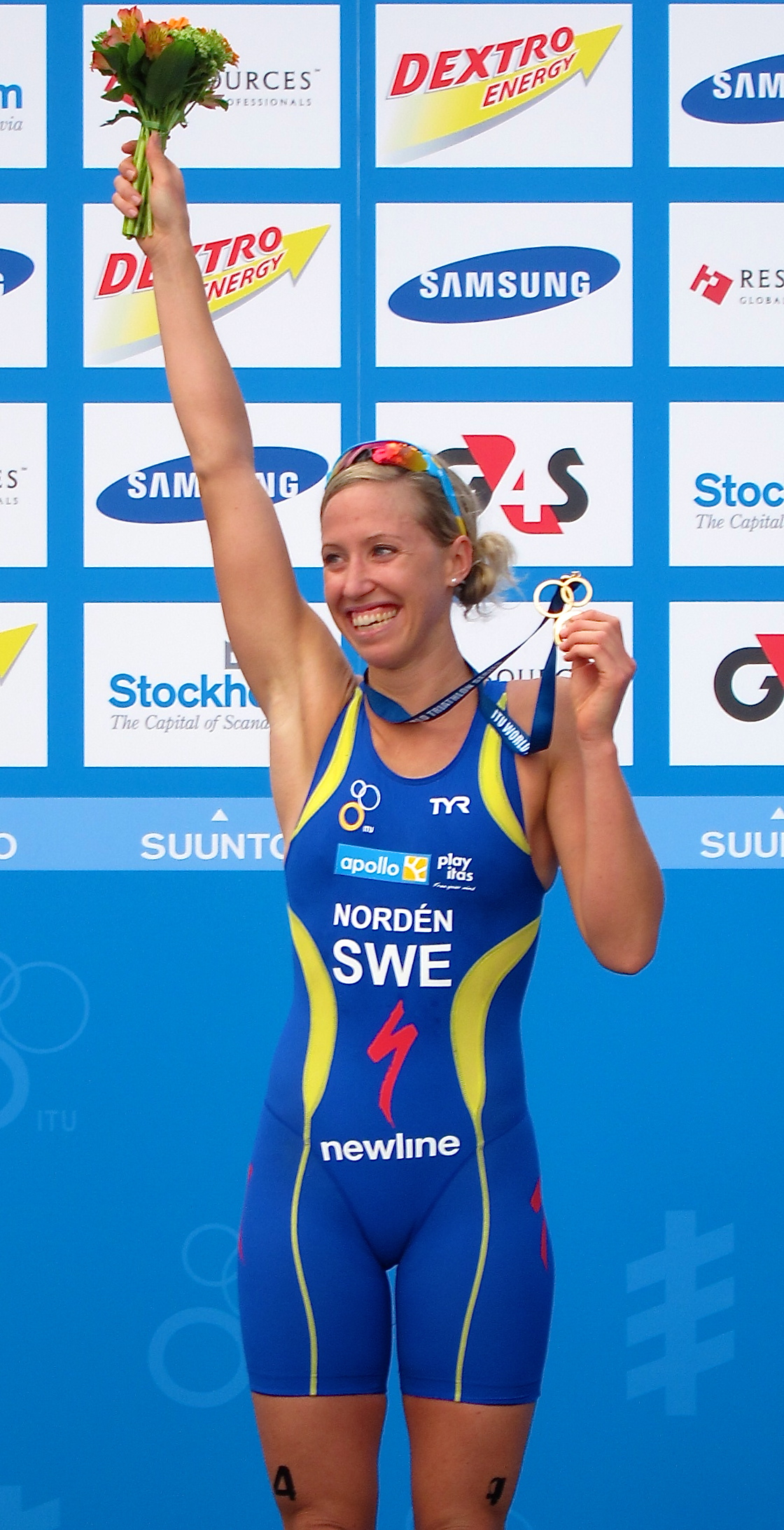
Lisa Nordén, triathlonvärldsmästare 2012.

Kristianstads Triathleter, senare Kristianstads Triathlon Klubb, bildades den 23 oktober 1985 och blev därmed Sveriges första specialiserade triathlonförening. Initiativtagare och ordförande de första tio åren var Kennie Olsson. Grunden i klubben var ett gäng träningsvilliga simmare som ville fortsätta idrotta efter avslutad simkarriär.

## KlubbrekordIronman
- Gustav Karlsson, Ironman Kalmar, 2012 9.11:28
- Maria Rydlund, Ironman Kalmar, 2012 10.26:29

## Triatleter
- Kennie Olsson
- Katarina Andersson
- Henrik Nöbbelin
- Susanne Karlsson
- Lisa Nordén